# プラスコ・ビルディング
プラスコ・ビルディング（Plasco Building ペルシア語: ساختمانپلاسکو,Sakhteman Plasko ）は、イランの首都テヘランにある高層ビル 。1962年に竣工したものの2017年の火災で崩落し、2021年に現在のビルディングが完成した。

## 旧プラスコビル
パフラヴィー朝時代のユダヤ系実業家でプラスチック会社の経営者だったハビブ・エルガニアン（Habib Elghanian）によって1960年に起工、1962年に完工し当時はイランで最も高い建造物でテヘランの象徴的なランドマークの一つだった。

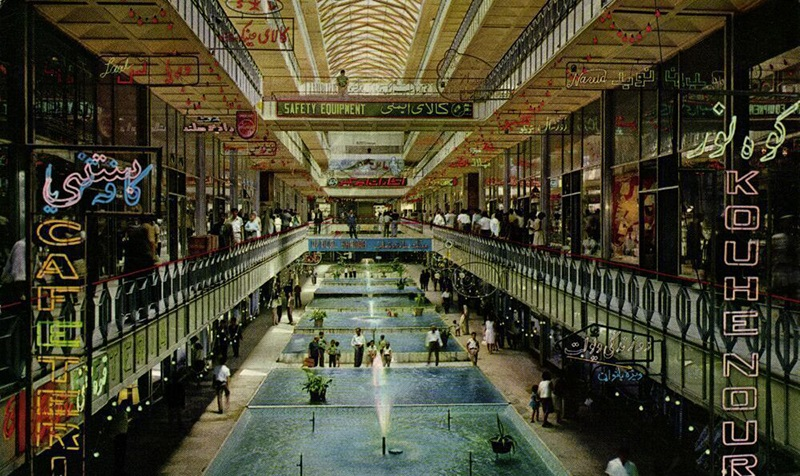
旧ビル内のショッピングセンター（1970年代）

低層階に大きなショッピングセンター、上層階にはレストランがあり、その間は住居用スペースとなっていたものの実際には縫製工場や繊維卸などのオフィスとして使われ布地や糸などの可燃物や機器類が大量に建物内に存在していたのが実情だった。
イラン革命でエルガニアンはイスラエルとの内通で銃殺、私財は没収されビルはイスラム革命被抑圧者財団の所有となった。ビルにはガス配管が無く建替えや改装が何度も検討されたものの、入居者の合意がまとまらず結論が先延ばしになっていた。

## 火災と崩壊
2017年1月19日、現地時間午前7時50分ごろ（9時20分）、9階で火災が発生した（04：20 GMT）。火災を鎮めるために10の消防署が到着した。建物の北壁が前触れもなしに崩壊し、数分後に建物の残りの部分が崩壊したときに、建物が避難したことを保証しながら、複数の部門が火災を止めようとしていた。
現場の様子が生中継でテレビ放映される中、火災発生から4時間後に崩壊した。
北壁が倒壊した時、何人かの消防士が建物内にいた。一部は完全に倒壊する前に安全に逃げ出したが、少なくとも25人は行方不明と報告された。テヘラン市長・モハンマド・バーゲル・ガーリーバーフは、崩壊時に他の民間人は誰もいなかったと信じているが、住民が保護区を越えて建物に入り、所有物を回収しようとしていると報告した。崩壊により少なくとも70人が負傷し、23人が重度の怪我のために地元の病院に運ばれた。建物は主に垂直に崩壊し、近隣の建物に与えるダメージは最小限に抑えられた。この建物崩壊で20人以上の消防士が死亡した。
ガーリーバーフ市長は、「20人以上の消防士が死亡」との発表をその後訂正、国営テレビに対し、「20人前後の消防隊員が人々を救出したが、内部に取り残された人がいないことを確認するため建物内に戻った。下層階に到達する前に、建物が崩壊し、一部が亡くなった」と述べた。
生存者を見つけようとする救助活動は、地元の軍隊や救助隊員によって支援されており、数日かかると予想されている。
情報省 (イラン)大臣マフムード・アラヴィーは、1月21日事故現場を視察、「この事故は決してテロによるものではない」と述べた。

## ギャラリー

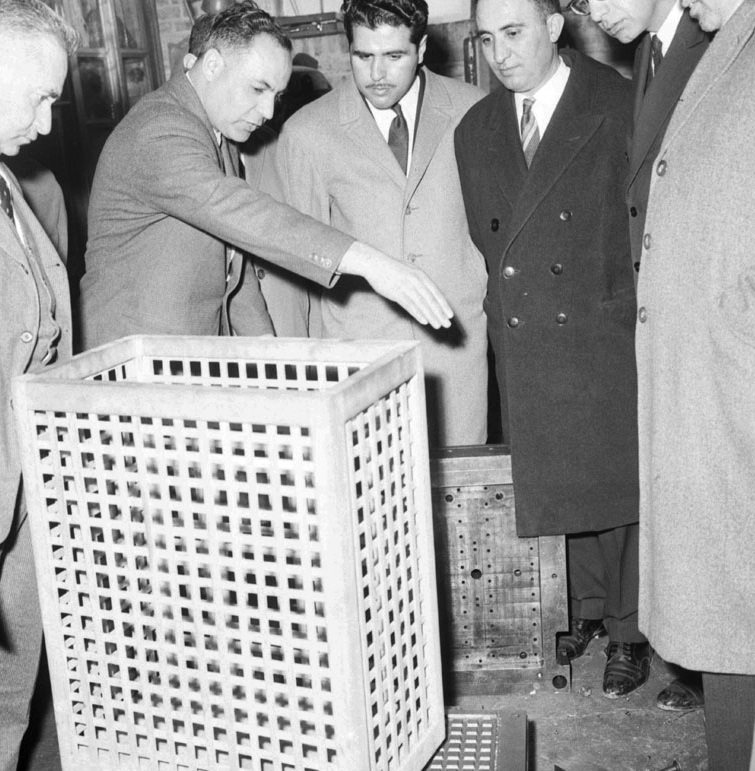
建設前の建物のスケールモデル
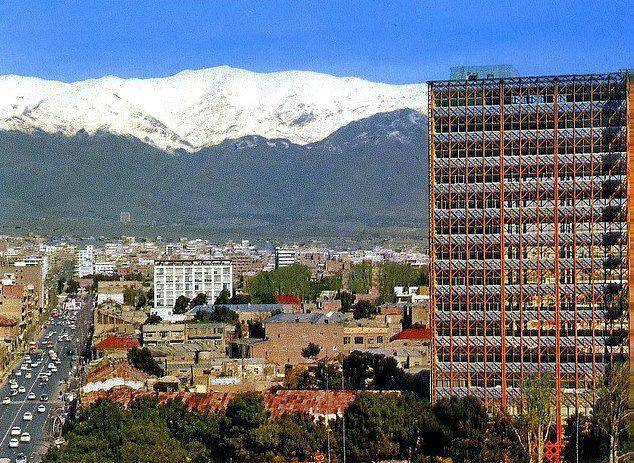
1960年代の建築中の模様
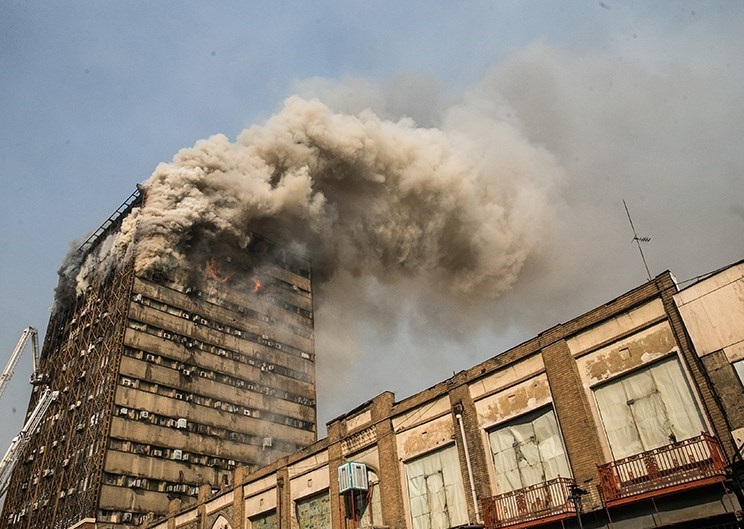
高層階での火災
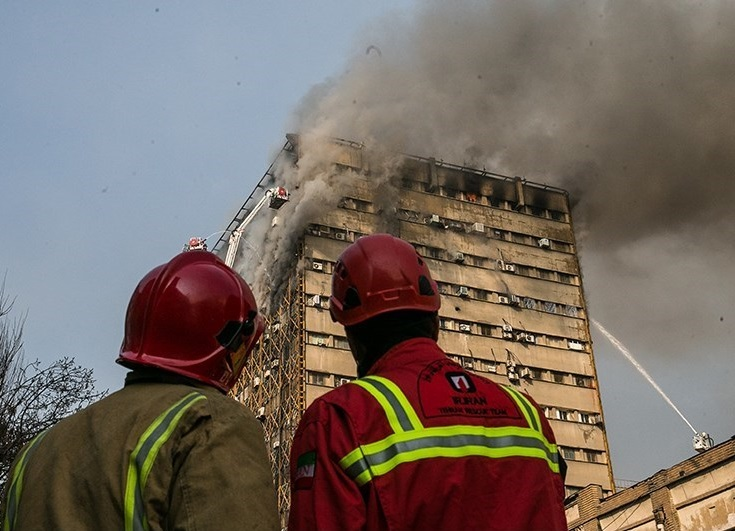
高層階での火災と消防士たち
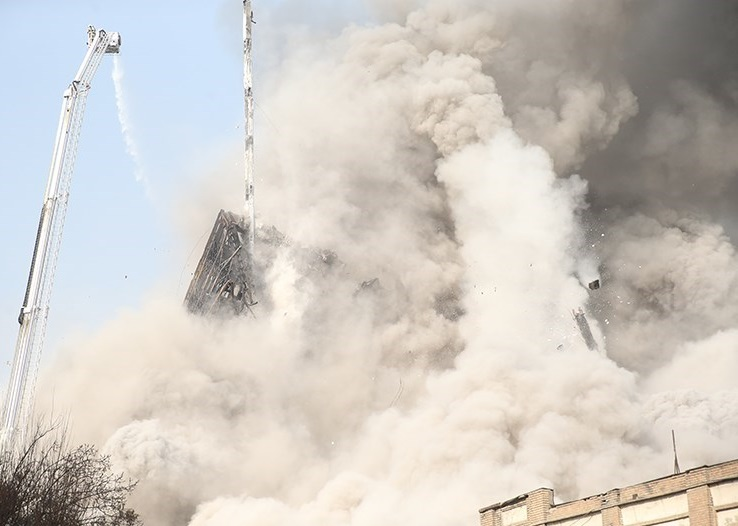
崩壊時の建物
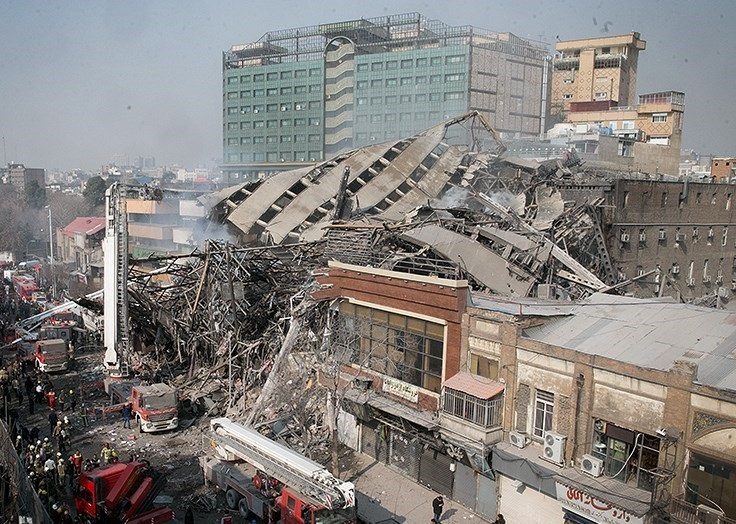
破壊後の建物